# Маја и Мигел
Маја и Мигел је америчка анимирана дечија телевизијска серија. Приказана се на каналу Пи-Би-Ес од 2004. до 2007. године. Цртани садржи 65 епизода у трајању од 22 минута и био је приказан у Србији на Минимаксу и Никелодеону.
Два главна лика су десетогодишњи непослушни близанци по имену Маја Сантос и Мигел Сантос. У току приче можете упознати авантуристичку, богату и убрзану свакодневицу породице Сантос.